# Yoshiki Takahashi
Yoshiki Takahashi (født 14. maj 1985) er en japansk fodboldspiller, som spiller for den japanske fodboldklub Sagan Tosu.